# Pikku Laurijärvi
Pikku Laurijärvi är en sjö i Kiruna kommun i Lappland och ingår i Kalixälvens huvudavrinningsområde.